# 定心塔
定心塔，又名“城心塔”，位于中国福建省泉州市鲤城区鲤中街道通政社区西街井亭巷69号，建于明万历年间，清乾隆十四年（1749年）重修。塔高五层，高4．5米，红砖砌筑，平面为八角形。1983年1月，定心塔公布为第二批泉州市文物保护单位。